# Frances Fanny Burney
Frances Fanny Burney (King's Lynn, 13 giugno 1752 – Bath, 6 gennaio 1840) è stata una scrittrice britannica, figlia del famoso storico della musica e compositore Charles Burney. Fu conosciuta anche come Madame d'Arblay dopo le nozze con un generale francese in esilio. La sua opera più famosa è Evelina.

## Biografia
Frances nasce il 13 giugno 1752 a King's Lynn, una cittadina portuale nella contea del Norfolk. Sua madre è Esther Sleepe, la prima moglie di Charles Burney, e famosa modista dell'epoca. Con le sue sorelle gestiva a Londra la Golden Fan & Seven Stars che produceva e vendeva ventagli, collane, orecchini e altri accessori di moda. La coppia ha sei figli: Esther (1749–1832) detta Hetty, James (1750–1821), Frances (1752-1840), Susanna Elizabeth (1755–1800), Charles (1757–1817) e Charlotte Ann (1761–1838).
Se Charlotte Turner Smith aveva almeno inizialmente sostenuto i nuovi principi francesi, Fanny Burney non aderisce nemmeno parzialmente alle idee rivoluzionarie e sostiene anzi che "il famoso Thomas Paine" propaghi "le sue perniciose dottrine".
Sempre in Inghilterra la Burney entra in contatto con un gruppo di fuoriusciti francesi, tra cui troverà marito, che le dà l'opportunità di seguire da vicino le relazioni sentimentali di Madame de Staël.
Pubblicò anonimamente il suo primo romanzo, Evelina, nel 1778, al quale seguirono Cecilia nel 1782 e Camilla nel 1796.
In Camilla la Burney propone un ideale di comportamento femminile totalmente avverso alle idee di istruzione, eguaglianza e indipendenza sostenute da Mary Wollstonecraft, affermando che "quale sia l'istruzione adeguata per una donna è ancora da capire, è ancora un problema che non siamo in grado di risolvere". L'autrice cerca inoltre persistentemente di imporre il suo messaggio morale relativo ad una condotta virtuosa. L'immagine proposta degli ambienti medio-alti inglesi è quella di una società snob e crudele.
Le eroine della Burney fanno il loro ingresso in società all'età sbagliata o in situazioni sfavorevoli, vengono costrette a imparare dagli errori ma riescono anche a godere dell'amore di un buon pretendente.

## Romanzi
- Evelina: Or The History of A Young Lady's Entrance into the World, 1778.
- Cecilia: Or, Memoirs of an Heiress, 1782.
- Camilla: Or, A Picture of Youth, 1796.
- The Wanderer: Or, Female Difficulties, 1814.